# Idiops madrasensis
Idiops madrasensis là một loài nhện trong họ Idiopidae.
Loài này thuộc chi Idiops. Idiops madrasensis được Benoy Krishna Tikader miêu tả năm 1977.